# Literatura suméria

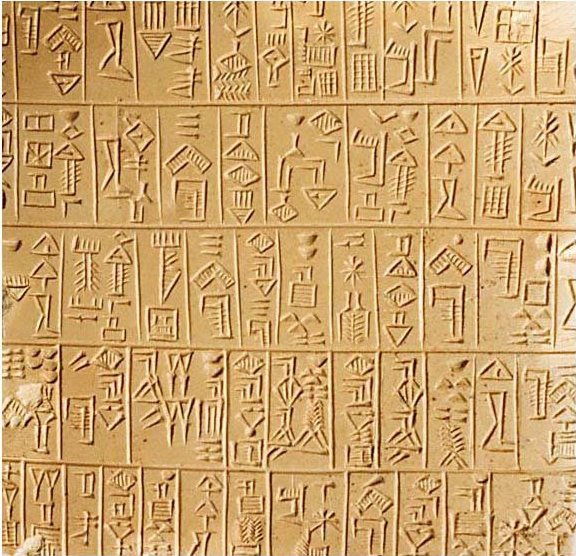
Inscrição sumérica em cerâmica, datado do século 26 a.c

A Literatura Suméria é a literatura escrita na língua suméria durante a Idade do Bronze. A maioria da literatura suméria é preservada indiretamente, através de cópias assírias ou babilônicas. Os Sumérios idealizaram o primeiro sistema de escrita, começando com logossilabários cuneiformes, que evoluíram a um sistema de escrita silábico, entre o século 30 a.c. Os primeiros textos literários aparecem por volta do 27º século a.c. A língua suméria permaneceu em uso oficial e literária nos impérios acadiano e babilônicos, mesmo após a linguagem falada desaparecer da população; a alfabetização era generalizada, e os textos sumérios copiados fortemente influenciaram a posterior literatura babilônica.

## Poesia
A maioria da literatura suméria é, aparentemente, poesia, como está escrito em linhas-justificadas à esquerda, e pode conter organização baseada em linhas como o dístico ou a estrofe, mas a definição sumeriana de poesia é desconhecido. Não é rimado, embora "efeitos comparáveis às vezes eram explorados." Não usar a versificação silabo-tônica, e o sistema de escrita impede a detecção de ritmo, métrica, ou aliteração. A análise quantitativa de outros recursos poéticos possíveis parece faltar.